# Emmy do Primetime de melhor atriz secundária numa série de comédia
Segue uma cronologia com as galardoados com o Emmy do Primetime para melhor actriz secundária numa série de comédia.

## Vencedoras e indicadas

### Décadas de 1950 e 1960
- 1953: Vivian Vance - I Love Lucy
- 1954: Audrey Meadows - The Honeymooners
- 1955: Nanette Fabray - Caesar's Hour
- 1956: Pat Carroll - Caesar's Hour
- 1957: Ann B. Davis - The Bob Cummings Show
- 1958: —
- 1959: Ann B. Davis - The Bob Cummings Show
- 1960-1965: —
- 1966: Alice Pearce - Bewitched
- 1967: Frances Bavier - The Andy Griffith Show
- 1968: Marion Lorne - Bewitched
- 1969: —

### Década de 1970
| 1970: Karen Valentine como Miss Alice Johnson em Room 222 - Agnes Moorehead como Endora em Bewitched - Lurene Tuttle como Hannah Yarby em Julia 1971: Valerie Harper como Rhoda Morgenstern em The Mary Tyler Moore Show - Agnes Moorehead como Endora em Bewitched - Karen Valentine como Miss Alice Johnson em Room 222 1972: empate - Valerie Harper como Rhoda Morgenstern em The Mary Tyler Moore Show - Sally Struthers como Gloria Stivic em All in the Family - Cloris Leachman como Phyllis Lindstrom em The Mary Tyler Moore Show 1973: Valerie Harper como Rhoda Morgenstern em The Mary Tyler Moore Show - Cloris Leachman como Phyllis Lindstrom em The Mary Tyler Moore Show - Sally Struthers como Gloria Stivic em All in the Family 1974: Cloris Leachman como Phyllis Lindstrom em The Mary Tyler Moore Show - Sally Struthers como Gloria Stivic em All in the Family - Loretta Swit como Maj. Margaret Houlihan em M*A*S*H - Valerie Harper como Rhoda Morgenstern em The Mary Tyler Moore Show 1975: Betty White como Sue Ann Nivens em The Mary Tyler Moore Show - Julie Kavner como Brenda Morgenstern em Rhoda - Nancy Walker como Ida Morgenstern em Rhoda - Loretta Swit como Maj. Margaret Houlihan em M*A*S*H | 1976: Betty White como Sue Ann Nivens em The Mary Tyler Moore Show - Georgia Engel como Georgette Franklin em The Mary Tyler Moore Show - Julie Kavner como Brenda Morgenstern em Rhoda - Loretta Swit como Maj. Margaret Houlihan em M*A*S*H - Nancy Walker como Ida Morgenstern em Rhoda 1977: Mary Kay Place como Loretta Haggers em Mary Hartman, Mary Hartman - Georgia Engel como Georgette Franklin em The Mary Tyler Moore Show - Julie Kavner como Brenda Morgenstern em Rhoda - Loretta Swit como Maj. Margaret Houlihan em M*A*S*H - Betty White como Sue Ann Nivens em The Mary Tyler Moore Show 1978: Julie Kavner como Brenda Morgenstern em Rhoda - Polly Holliday como Florence Jean Castleberry em Alice - Sally Struthers como Gloria Stivic em All in the Family - Loretta Swit como Maj. Margaret Houlihan em M*A*S*H - Nancy Walker como Ida Morgenstern em Rhoda 1979: Sally Struthers como Gloria Stivic em All in the Family - Polly Holliday como Florence Jean Castleberry em Alice - Marion Ross como Marion Cunningham em Happy Days - Loretta Swit como Maj. Margaret Houlihan em M*A*S*H |

### Década de 1980
| 1980: Loretta Swit como Maj. Margaret Houlihan em M*A*S*H - Loni Anderson como Jennifer Marlowe em WKRP in Cincinnati - Polly Holiday como Florence Jean Castleberry em Alice - Inga Swenson como Gretchen Kraus em Benson 1981: Eileen Brennan como Cap. Doreen Lewis em Private Benjamin - Loni Anderson como Jennifer Marlowe em WKRP in Cincinnati - Loretta Swit como Maj. Margaret Houlihan em M*A*S*H - Marla Gibbs como Florence Johnston em The Jeffersons - Anne Meara como Veronica Rooney em Archie Bunker's Place 1982: Loretta Swit como Maj. Margaret Houli em M*A*S*H - Eileen Brennan como Cap. Doreen Lewis em Private Benjamin - Marla Gibbs como Florence Johnston em The Jeffersons - Andrea Martin como personagens em SCTV Network - Anne Meara como Veronica Rooney em Archie Bunker's Place - Inga Swenson como Gretchen Kraus em Cheers 1983: Carol Kane como Simka Dahblitz em Taxi - Eileen Brennan como Cap. Doreen Lewis em Private Benjamin - Marla Gibbs como Florence Johnston em The Jeffersons - Loretta Swit como Major Margaret Houlihan em M*A*S*H - Rhea Perlman como Carla Tortelli em Cheers 1984: Rhea Perlman como Carla Tortelli em Cheers - Julia Duffy como Stephanie Vanderkellen em Newhart - Marla Gibbs como Florence Johnston em The Jeffersons - Paula Kelly como Liz Williams em Night Court - Marion Ross como Marion Robinson em Happy Days | 1985: Rhea Perlman como Carla Tortelli em Cheers - Selma Diamond (indicação póstuma) como Selma Hacker em Night Court - Julia Duffy como Stephanie Vanderkeller em Newhart - Marla Gibbs como Florence Johnston em The Jeffersons - Inga Swenson como Gretchen Kraus em Benson 1986: Rhea Perlman como Carla Tortelli em Cheers - Justine Bateman como Mallory Keaton em Family Ties - Lisa Bonet como Denise Huxtable em The Cosby Show - Julia Duffy como Stephanie Vanderkeller em Newhart - Estelle Getty como Sophia Petrillo em The Golden Girls - Keshia Knight Pulliam como Rudy Huxtable em The Cosby Show 1987: Jackée Harry como Sandra Clark em 227 - Justine Bateman como Mallory Keaton em Family Ties - Julia Duffy como Stephanie Vanderkellen em Newhart - Estelle Getty como Sophia Petrillo em The Golden Girls - Rhea Perlman como Carla Tortelli em Cheers 1988: Estelle Getty como Sophia Petrillo em The Golden Girls - Rhea Perlman como Carla Tortelli em Cheers - Julia Duffy como Stephanie Vanderkellen em Newhart - Jackée Harry como Sandra Clark em 227 - Katherine Helmond como Mona Robinson em Who's the Boss? 1989: Rhea Perlman como Carla Tortelli em Cheers - Julia Duffy como Stephanie Vanderkellen em Newhart - Faith Ford como Corky Sherwood em Murphy Brown - Estelle Getty como Sophia Petrillo em The Golden Girls - Katherine Helmond como Mona Robinson em Who's the Boss? |

### Década de 1990
| 1990: Bebe Neuwirth como Lilith Sternin em Cheers - Julia Duffy como Stephanie Vanderkellen em Newhart - Faith Ford como Corky Sherwood em Murphy Brown - Estelle Getty como Sophia Petrillo em The Golden Girls - Rhea Perlman como Carla Tortelli em Cheers 1991: Bebe Neuwirth como Lilith Sternin em Cheers - Elizabeth Ashley como Frieda Evans em Evening Shade - Faith Ford como Corky Sherwood em Murphy Brown - Estelle Getty como Sophia Petrillo em The Golden Girls - Rhea Perlman como Carla Tortelli em Cheers 1992: Laurie Metcalf como Jackie Harris em Roseanne - Faith Ford como Corky Sherwood em Murphy Brown - Estelle Getty como Sophia Petrillo em The Golden Girls - Alice Ghostley como Bernice Clifton em Designing Women - Julia Louis-Dreyfus como Elaine Benes em Seinfeld - Frances Sternhagen como Esther Clavin em Cheers 1993: Laurie Metcalf como Jackie Harris em Roseanne - Sara Gilbert como Darlene Conner em Roseanne - Shelley Fabares como Christine Armstrong-Fox em Coach - Julia Louis-Dreyfus como Elaine Benes em Seinfeld - Rhea Perlman como Carla Tortelli em Cheers 1994: Laurie Metcalf como Jackie Harris em Roseanne - Sara Gilbert como Darlene Conner em Roseanne - Faith Ford como Corky Sherwood em Murphy Brown - Julia Louis-Dreyfus como Elaine Benes em Seinfeld - Liz Torres como Mahalia Sanchez em The John Larroquette Show - Shelley Fabares como Christine Armstrong-Fox em Coach | 1995: Christine Baranski como Maryann Thorpe em Cybill - Lisa Kudrow como Phoebe Buffay em Friends - Julia Louis-Dreyfus como Elaine Benes em Seinfeld - Laurie Metcalf como Jackie Harris em Roseanne - Liz Torres como Mahalia Sanchez em The John Larroquette Show 1996: Julia Louis-Dreyfus como Elaine Benes em Seinfeld - Christine Baranski como Maryann Thorpe em Cybill - Janeane Garofalo como Paula em The Larry Sanders Show - Jayne Meadows como Alice Morgan-DuPont em High Society - Renée Taylor como Sylvia Fine em The Nanny 1997: Kristen Johnston como Sally Solomon em 3rd Rock from the Sun - Christine Baranski como Maryann Thorpe em Cybill - Janeane Garofalo como Paula em The Larry Sanders Show - Lisa Kudrow como Phoebe Buffay em Friends - Julia Louis-Dreyfus como Elaine Benes em Seinfeld 1998: Lisa Kudrow como Phoebe Buffay em Friends - Christine Baranski como Maryann Thorpe em Cybill - Kristen Johnston como Sally Solomon em 3rd Rock from the Sun - Jane Leeves como Daphne Moon em Frasier - Julia Louis-Dreyfus como Elaine Benes em Seinfeld 1999: Kristen Johnston como Sally Solomon em 3rd Rock from the Sun - Lisa Kudrow como Phoebe Buffay em Friends - Lucy Liu como Ling Woo em Ally McBeal - Wendie Malick como Nina Van Horn em Just Shoot Me! - Doris Roberts como Marie Barone em Everybody Loves Raymond |

### Década de 2000
| 2000: Megan Mullally como Karen Walker em Will & Grace - Doris Roberts como Marie Barone em Everybody Loves Raymond - Jennifer Aniston como Rachel Green em Friends - Lisa Kudrow como Phoebe Buffay em Friends - Kim Cattrall como Samantha Jones em Sex and the City 2001: Doris Roberts como Marie Barone em Everybody Loves Raymond - Jennifer Aniston como Rachel Green em Friends - Lisa Kudrow como Phoebe Buffay em Friends - Kim Cattrall como Samantha Jones em Sex and the City - Megan Mullally como Karen Walker em Will & Grace 2002: Doris Roberts como Marie Barone em Everybody Loves Raymond - Wendie Malick como Nina Van Horn em Just Shoot Me! - Kim Cattrall como Samantha Jones em Sex and the City - Cynthia Nixon como Miranda Hobbes em Sex and the City - Megan Mullally como Karen Walker em Will & Grace 2003: Doris Roberts como Marie Barone em Everybody Loves Raymond - Cheryl Hines como Cheryl David em Curb Your Enthusiasm - Kim Cattrall como Samantha Jones em Sex and the City - Cynthia Nixon como Miranda Hobbes em Sex and the City - Megan Mullally como Karen Walker em Will & Grace 2004: Cynthia Nixon como Miranda Hobbes em Sex and the City - Kim Cattrall como Samantha Jones em Sex and the Cit - Kristin Davis como Charlotte York em Sex and the City - Doris Roberts como Marie Barone em Everybody Loves Raymond - Megan Mullally como Karen Walker em Will & Grace | 2005: Doris Roberts como Marie Barone em Everybody Loves Raymond - Conchata Ferrell como Berta em Two and a Half Men - Holland Taylor como Evelyn Harper em Two and a Half Men - Megan Mullally como Karen Walker em Will & Grace - Jessica Walter como Lucille Bluth em Arrested Development 2006: Megan Mullally como Karen Walker em Will & Grace - Cheryl Hines como Cheryl David em Curb Your Enthusiasm - Jaime Pressly como Joy Turner em My Name Is Earl - Elizabeth Perkins como Celia Hodes em Weeds - Alfre Woodard como Betty Applewhite em Desperate Housewives 2007: Jaime Pressly como Joy Turner em My Name Is Earl - Conchata Ferrell como Berta em Two and a Half Men - Holland Taylor como Evelyn Harper em Two and a Half Men - Jenna Fischer como Pam Beesly em The Office - Elizabeth Perkins como Celia Hodes em Weeds - Vanessa Williams como Wilhelmina Slater em Ugly Betty 2008: Jean Smart como Regina Newly em Samantha Who? - Kristin Chenoweth como Olive Snook em Pushing Daisies - Holland Taylor como Evelyn Harper em Two and a Half Men - Amy Poehler como várias personagens em Saturday Night Live - Vanessa Williams como Wilhelmina Slater em Ugly Betty 2009: Kristin Chenoweth como Olive Snook em Pushing Daisies - Jane Krakowski como Jenna Maroney em 30 Rock - Elizabeth Perkins como Celia Hodes em Weeds - Amy Poehler como várias personagens em Saturday Night Live - Kristen Wiig como várias personagens em Saturday Night Live - Vanessa Williams como Wilhelmina Slater em Ugly Betty |

### Década de 2010
| 2010: Jane Lynch como Sue Sylvester em Glee - Jane Krakowski como Jenna Maroney em 30 Rock - Julie Bowen como Claire Dunphy em Modern Family - Sofía Vergara como Gloria Delgado-Pritchett em Modern Family - Kristen Wiig como várias personagens em Saturday Night Live - Holland Taylor como Evelyn Harper em Two and a Half Men 2011: Julie Bowen como Claire Dunphy em Modern Family - Sofía Vergara como Gloria Delgado-Pritchett em Modern Family - Jane Krakowski como Jenna Maroney em 30 Rock - Jane Lynch como Sue Sylvester em Glee - Betty White como Elka Ostrovsky em Hot in Cleveland - Kristen Wiig como várias personagens em Saturday Night Live 2012: Julie Bowen como Claire Dunphy em Modern Family - Sofía Vergara como Gloria Delgado-Pritchett em Modern Family - Merritt Wever como Zoey Barkow em Nurse Jackie - Mayim Bialik como Dr.ª Amy Farrah Fowler em The Big Bang Theory - Kathryn Joosten como Karen McCluskey em Desperate Housewives - Kristen Wiig como várias personagens em Saturday Night Live 2013: Merritt Wever como Zoey Barkow em Nurse Jackie - Julie Bowen como Claire Dunphy em Modern Family - Sofía Vergara como Gloria Delgado-Pritchett em Modern Family - Mayim Bialik como Dr.ª Amy Farrah Fowler em The Big Bang Theory - Anna Chlumsky como Amy Brookheimer em Veep - Jane Krakowski como Jenna Maroney em 30 Rock - Jane Lynch como Sue Sylvester em Glee 2014: Allison Janney como Bonnie Plunkett em Mom - Mayim Bialik como Dr.ª Amy Farrah Fowler em The Big Bang Theory - Julie Bowen como Claire Dumphy em Modern Family - Anna Chlumsky como Amy Brookheimer em Veep - Kate McKinnon como várias personagens em Saturday Night Live - Kate Mulgrew como Galina 'Red' Reznikov em Orange Is the New Black 2015: Allison Janney como Bonnie Plunkett em Mom - Mayim Bialik como Drª. Amy Farrah Fowler em The Big Bang Theory - Julie Bowen como Claire Dunphy em Modern Family - Anna Chlumsky como Amy Brookheimer em Veep - Gaby Hoffmann como Ali Pfefferman em Transparent - Jane Krakowski como Jacqueline Voorhees em Unbreakable Kimmy Schmidt - Kate McKinnon como várias personagens em Saturday Night Live - Niecy Nash como Denise "Didi" Ortley em Getting On | 2016: Kate McKinnon como várias personagens em Saturday Night Live - Anna Chlumsky como Amy Brookheimer em Veep - Gaby Hoffmann como Ali Pfefferman em Transparent - Judith Light como Shelly Pfefferman em Transparent - Allison Janney como Bonnie Plunkett em Mom - Niecy Nash como Denise "Didi" Ortley em Getting On 2017: Kate McKinnon como várias personagens em Saturday Night Live - Vanessa Bayer como várias personagens em Saturday Night Live - Leslie Jones como várias personagens em Saturday Night Live - Anna Chlumsky como Amy Brookheimer em Veep - Kathryn Hahn como Raquel Fein em Transparent - Judith Light como Shelly Pfefferman em Transparent 2018: Alex Borstein como Susie Myerson em The Marvelous Mrs. Maisel - Zazie Beetz como Vanessa "Van" Keefer em Atlanta - Aidy Bryant como várias personagens em Saturday Night Live - Leslie Jones como várias personagens em Saturday Night Live - Kate McKinnon como várias personagens em Saturday Night Live - Betty Gilpin como Debbie "Liberty Belle" Eagan em GLOW - Laurie Metcalf como Jackie Harris em Roseanne - Megan Mullally como Karen Walker em Will & Grace 2019: Alex Borstein como Susie Myerson em The Marvelous Mrs. Maisel - Anna Chlumsky como Amy Brookheimer em Veep - Sian Clifford como Claire em Fleabag - Olivia Colman como Madrinha em Fleabag - Betty Gilpin como Debbie Eagan em GLOW - Sarah Goldberg como Sally Reed em Barry - Marin Hinkle como Rose Weissman em The Marvelous Mrs. Maisel - Kate McKinnon como várias personagens em Saturday Night Live |

### Década de 2020
2020: Annie Murphy como Alexis Rose em Schitt's Creek
- Alex Borstein como Susie Myerson em The Marvelous Mrs. Maisel
- Marin Hinkle como Rose Weissman The Marvelous Mrs. Maisel
- D'Arcy Carden como Janet em The Good Place
- Betty Gilpin como Debbie Eagen em GLOW
- Yvonne Orji como Molly Carter em Insecure
- Kate McKinnon como várias personagens em Saturday Night Live
- Cecily Strong como várias personagens em Saturday Night Live

2021: Hannah Waddingham como Rebecca Welton em Ted Lasso
- Juno Temple como Keeley Jones em Ted Lasso
- Hannah Einbinder como Ava Daniels em Hacks
- Rosie Perez como Megan Briscoe em The Flight Attendant
- Aidy Bryant como várias personagens em Saturday Night Live
- Kate McKinnon como várias personagens em Saturday Night Live
- Cecily Strong como várias personagens em Saturday Night Live

2022: Sheryl Lee Ralph como Barbara Howard em Abbott Elementary
- Alex Borstein como Susie Myerson em The Marvelous Mrs. Maisel
- Hannah Einbinder como Ava Daniels em Hacks
- Janelle James como Ava Coleman em Abbott Elementary
- Kate McKinnon como várias personagens em Saturday Night Live
- Sarah Niles como Drª. Sharon Fieldstone em Ted Lasso
- Juno Temple como Keeley Jones em Ted Lasso
- Hannah Waddingham como Rebecca Welton em Ted Lasso

2023: Ayo Edebiri como Sydney Adamu em The Bear 
- Juno Temple como Keeley Jones em Ted Lasso
- Alex Borstein como Susie Myerson em The Marvelous Mrs. Maisel
- Janelle James como Ava Coleman em Abbott Elementary
- Jessica Williams como Gaby em Shrinking
- Sheryl Lee Ralph como Barbara Howard em Abbott Elementary
- Hannah Waddingham como Rebecca Welton em Ted Lasso

2024: Liza Colón-Zayas como Tina Marrero em The Bear 
- Carol Burnett como Norma Dellacorte em Palm Royale
- Meryl Streep como Loretta Durkin em Only Murders in the Building
- Janelle James como Ava Coleman em Abbott Elementary
- Hannah Einbinder como Ava Daniels em Hacks
- Sheryl Lee Ralph como Barbara Howard em Abbott Elementary